# Le Saint-Germain-des-Prés (cinéma)
Pour les articles homonymes, voir Bilboquet (homonymie) et Saint-Germain-des-Prés.
Le Saint-Germain-des-Prés est une salle de cinéma mono-écran d'art et d'essai, situé au 22 rue Guillaume-Apollinaire dans le 6e arrondissement de Paris.

## Historique

### Le cinéma
La salle de cinéma est ouverte le 26 mars 1969, dans les locaux restructurés de l'ancien cabaret « Le Bilboquet », dont elle conserve le nom, avec la programmation du film Z de Costa-Gavras,.
En 1979, le cinéma est racheté par le groupe Olympic de Frédéric Mitterrand, qui le renomme Olympic Saint-Germain puis Le Saint-Germain-des-Prés. En 1988, à l'occasion de sa réfection, la dénomination « Salle Georges de Beauregard » est accolée à son nom en hommage au producteur français attitré de la Nouvelle Vague.

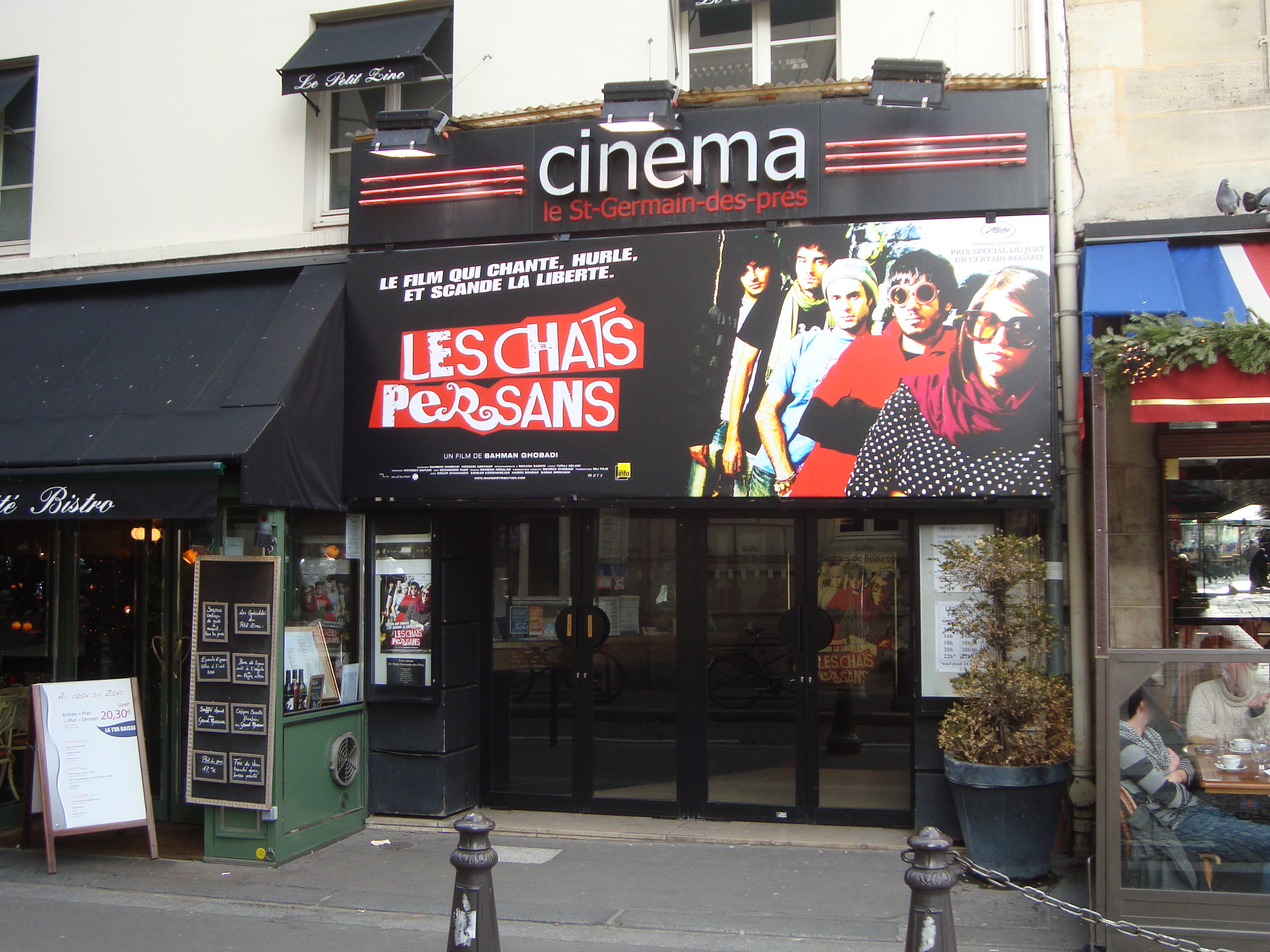
La façade de l'ancien cinéma Saint-Germain-des-Prés en 2009.

En mai 2011, la salle est intégrée dans le réseau « Étoile-Cinémas » et devient l'Étoile Saint-Germain-des-Prés. Après trois mois de travaux, ses 208 places accueillent les cinéphiles dans de meilleures conditions techniques. En plus de sa programmation Arts et Essai, le cinéma développe une offre d'animations : le Ciné Quin accueille un artiste qui vient présenter son film culte ; le Cinémime associe spectacle vivant et films courts des débuts de l'histoire du cinéma.

### Rachat et transformation
Le 20 février 2019, le cinéma est racheté au réseau Étoile-Cinémas puis est renommé « Le Beau Regard ». La salle est intégrée au restaurant voisin pour créer un complexe bar-ciné-resto,.
À partir d'octobre 2021, à la suite de la réouverture post-covid, le lieu est renommé « Silencio des Prés » et devient une seconde installation du club privé, le Silencio ouvert en 2011 rue Montmartre par le réalisateur David Lynch . Il y accueille chaque semaine des concerts de jazz, des conversations littéraires et des talks autour de réalisateurs de films internationaux.
En décembre 2024, Les Films du Losange rachète la salle du Silencio des Prés et prévoit une date de réouverture pour le 15 janvier 2025. Renommée en Le Saint-Germain-des-Prés, la salle de cinéma de 208 places redevient un cinéma art et essai.

## Accès
Le Saint-Germain-des-Prés est accessible par les lignes de métro 4 et 10 à la station Saint-Germain-des-Prés.